# Enzo Gemignani
Enzo Gemignani (Firenze, 1887 – ...) è stato uno scrittore e traduttore italiano.

## Biografia
Fu un prolifico scrittore di romanzi gialli, pubblicati sia con il suo vero nome che sotto gli pseudonimi, William Chandler, J. W. Fawkes e I. G. Giménez Naón. Lavorò prevalentemente con due case editrici, la milanese Sonzogno e la fiorentina Nerbini. Fu anche traduttore dal francese, dall'inglese, dallo spagnolo e dal russo (un solo libro, Povera gente di Dostoevskij). Nel 1938 tradusse in italiano l'opera antisemita "L'ebreo internazionale" di Henry Ford.

## Opere

### Curatele
- Imparate il francese: metodo pratico grammaticale[2], Firenze, Nerbini, 1941
- Imparate lo spagnuolo: metodo pratico grammaticale[3], Firenze, Nerbini, 1942

### Narrativa
- Le zanne di Melik[4], Milano, Sonzogno, 1937
- Il ragno grigio[5], Milano, CEM, 1937
- Un fazzoletto a quadri[6], Milano, Sonzogno, 1938
- Fior di sangue[7], Milano, Sonzogno, 1938
- Fontanamorta[8], Milano, Sonzogno, 1938
- Il gran premio della morte[9], Milano, Sonzogno, 1938
- La iena della Ghepeù[10], Milano, Sonzogno, 1938
- Il sentiero nella palude[11], Milano, Sonzogno, 1938
- El tigre[12], Milano, Sonzogno, 1938
- I tulipani neri[13], Milano, Sonzogno, 1938
- Il diario di Yama-Koto[14], Milano, Sonzogno, 1939
- L'impenetrabile Yama-Koto[15], Milano, Sonzogno, 1939
- Mascherata tragica[16], Milano, Sonzogno, 1939
- L'ospite di mezzanotte[17], Milano, Sonzogno, 1939
- Le unghie laccate di verde[18], Milano, Sonzogno, 1939
- Vecchia Parigi[19], Milano, Sonzogno, [1939]
- È scomparso un uomo[20], Milano, Sonzogno, 1939
- Le briciole di pane[21], Milano, Sonzogno, 1940
- La coltre tricolore, Milano, Sonzogno, 1940
- Le corna di Satana[22], Milano, Sonzogno, 1940
- La morte a cavallo[23], Firenze, Nerbini, 1940
- Il palco n. 3[24], Milano, Sonzogno, 1940
- Rose d'autunno, Milano, Sonzogno, 1940
- L'albergo dell'impiccato[25], Firenze, Nerbini, 1941
- Estremo messaggio[26], Milano, Mondadori, 1941
- La busta chiusa[27], Milano, Mondadori, 1941
- La camera tragica[28], Firenze, Nerbini, 1941
- La cugina carioca[29], Firenze, Nerbini, 1942
- Il ragno nero[30], Firenze, Nerbini, 1942
- Mersinah, la leonessa[31], Firenze, Nerbini, 1942
- L'ultimo traguardo[32], Firenze, Cianferoni, 1944
- Il blasone macchiato[33], Firenze, Nerbini, 1944
- L'amore in livrea[34], Firenze, Nerbini, 1944
- A mezzanotte una donna[35], Firenze, Nerbini, 1946

### Traduzioni
- Victor Hugo, I miserabili, Milano, Vecchi, 1934
- Bjørnstjerne Bjørnson, Anime in pena, Milano, Sonzogno, 1935
- Hugo Wast, Città turbolenta, città allegra..., Milano, Sonzogno, 1936
- Paul Vigné d'Octon, Il romanzo di un timido, Milano, Sonzogno, 1936
- Georges Gibbs, Testolina sventata, Milano, Sonzogno, 1936
- Max Daireaux, La Toscanera, Milano, Sonzogno, 1936
- Alfred Edward Woodley Mason, L'acqua viva, Milano, Sonzogno, 1937
- Miriam Dou-Desportes, Un delitto in chiesa, Milano, Sonzogno, 1937
- Juan Castrillo Santos, I distruttori della Spagna, Milano, Sonzogno, 1937
- Philip MacDonald, Il fantasma, Milano, Sonzogno, 1937
- Aluísio Azevedo, Il figlio della schiava, Milano, Sonzogno, 1937
- Noré Brunel, La morte al ballo, Milano, Sonzogno, 1937
- Albert Dupuy, Sabina, Milano, Sonzogno, 1937
- Wilkie Collins, L'albergo della paura, Milano, Sonzogno, 1938
- William Le Queux, La catena dei misteri, Milano, Sonzogno, 1938
- Henry Ford, L'ebreo internazionale: un problema del mondo, Milano, Sonzogno, 1938
- Émile Gaboriau, La vendetta oltre tomba, Milano, Sonzogno, 1939
- Benito Pérez Galdós, Marianella, Firenze, Nerbini, 1943
- Gaston Leroux, La signora vestita di nero, Firenze, Nerbini, 1944
- Maurice Maeterlinck, La vita delle api, Firenze, Nerbini, 1944
- Étienne Corbière, Il cadavere nel baule, Firenze, Nerbini, 1946
- Gaston Leroux, Il fantasma dell'opera, Firenze, Nerbini, 1946
- Georges Gustave Toudouze, L'isola di acciaio, Firenze, Nerbini, 1946
- John Womack Vandercook, La piuma insanguinata, Firenze, Nerbini, 1946
- Charles Lucieto, U. 745, Firenze, Nerbini, 1946
- William Le Queux, La catena dei misteri, Firenze, Nerbini, 1948
- Fëdor Dostoevskij, Povera gente, Firenze, Nerbini, 1949
- Constancio Vigil, Bambolina, Firenze, Nerbini, 1949
- Constancio Vigil, Il bosco azzurro, Firenze, Nerbini, 1949
- Constancio Vigil, La calamita di Teodorico, Firenze, Nerbini, 1949
- Caroly Wells, La camera sigillata, Firenze, Nerbini, 1949
- Constancio Vigil, Cicciolo, Firenze, Nerbini, 1949
- Constancio Vigil, Il grillo stellino, Firenze, Nerbini, 1949
- Henry De Vere Stacpoole, La maschera del male, Firenze, Nerbini, 1949
- Constancio Vigil, La moneta d'oro, Firenze, Nerbini, 1949
- Constancio Vigil, I nanetti giardinieri, Firenze, Nerbini, 1949
- Constancio Vigil, I porcellini, Firenze, Nerbini, 1949
- Constancio Vigil, Lo scimmiotto orologiaio, Firenze, Nerbini, 1949
- Constancio Vigil, La topolina centodenti, Firenze, Nerbini, 1949
- Constancio Vigil, I topolini campagnoli, Firenze, Nerbini, 1949